# Naturpark Qafë Shtama
Der Naturpark Qafë Shtama (albanisch Parku Natyror Qafështama, zu deutsch Naturpark Shtama-Pass) befindet sich abgeschieden im Randgebirge Albaniens nördlich von Tirana, rund 25 Kilometer östlich von Kruja. Er hat eine Fläche von  6864,36 Hektar, die mehrheitlich aus Berglandschaft mit Schwarzkiefer-Wäldern, einigen kleinen Seen und bedeutenden Quellen besteht.
Der 1996 gegründete Nationalpark Qafë Shtama (IUCN-Kategorie II) wurde 2022 durch die Regierung Rama in einen Naturpark abgewertet (IUCN-Kategorie IV). Dabei wurde zumindest die Fläche von 2000 Hektar des Nationalparks stark erweitert.
Der Name des Parks bedeutet übersetzt Shtama-Pass. Die Straße von Kruja nach Burrel, die durch den Park verläuft, überquert hier auf etwa 1250 Meter das Skanderbeggebirge. Von Kruja bis zum Parkzentrum ist die Straße asphaltiert, während die Ostseite des Passes in schlechtem Zustand ist. Ein Arbeitererholungsheim aus kommunistischer Zeit, in dem Lungenkranke sich erholen konnten, ist verfallen.

## Schutzgebiet

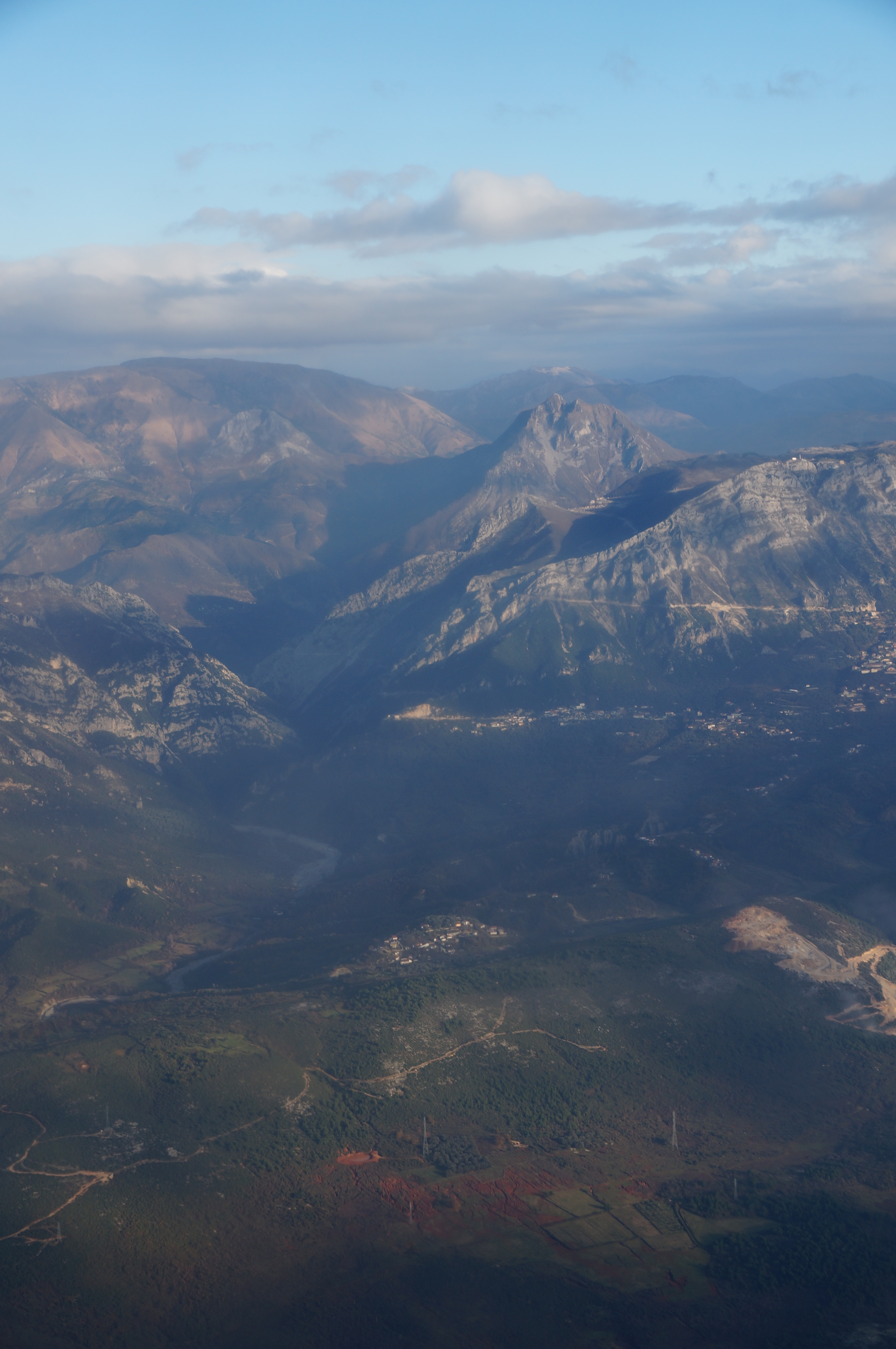
Blick durch die Vaja-Schlucht am Beginn des Parks zur Maja e Kavaisë und Maja e Liqenit im Hintergrund, Mali i Krujës rechts

Das Schutzgebiet umfasst das ganze Bergland östlich von Kruja ab dem Stadtrand bis zum Hauptkamm des Gebirges, der auch die Ostgrenze des Qark Durrës bildet. Im Süden grenzt der Park an den Dajti-Nationalpark.
Der ehemalige Nationalpark konzentrierte sich auf ein Gebiet auf der Westseite des Passes, vor allem nördlich der Passstraße. Es ist hauptsächlich unerschlossenes Bergland mit Wäldern, in denen Kiefern, Buchen und Eichen dominieren. Die Schwarzkiefern sind bis zu 20 Meter hoch und 60 Jahre alt – eines der wichtigsten Vorkommen in Albanien. Die Wälder bieten Rückzugsmöglichkeiten für Braunbären, Wölfe, Füchse und diverse Vögel, sind aber faktisch nicht vor illegaler Abholzung geschützt. Die höchsten Punkte, zu denen es vom Pass steil nach Norden aufsteigt, sind die Maja e Liqenit (1724 Meter) und der Nebengipfel Maja i Rjepat e Qetkolës (1686 Meter). Im Nordwesten und im Südteil fällt das Gebiet in tiefe Bachtäler ab.
Der stark erweiterte Naturpark schützt auch die erste Reihe des Skanderbeggebirges, weite Teile der Krujakette mit dem Mali i Krujës (1176 m ü. A.), dem nördlich angrenzenden Mali i Bretit (939 m ü. A.) und dem südlich anschließenden Mali i Gamtit (1268 m ü. A.) und den tief eingeschnittenen Schluchten dazwischen (Gryka e Vajës, Gryka e Zezës). Ebenfalls zum Parkgebiet gehört die Längsfurche zwischen den Bergkämmen – Quellgebiet von Droja und Zeza – und die sich darin befindenden Dörfer.
Die Kernzone hat eine Fläche von 2883,95 Hektar und schützt vor allem die Wald- und Strauchgebiete und weitere Flächen mit wertvoller Vegetation. Im restlichen Gebiet (3980,41 Hektar; 58 %) ist eine traditionelle Nutzung und eine nachhaltige Entwicklung möglich.
Die Fläche des Naturparks besteht zu 34 % aus Wald, zu 42 % aus Sträuchern und anderer dichter Vegetation, zu 13 % aus mehrheitlich vegetationslosen Berghängen, zu 10 % aus Landwirtschaftsfläche und zu 2 % aus Siedlungsfläche.

## Nutzung
Im Park liegen die Dörfer Mafsheq, Shkreta, Nuaja und Cudhin. Eine traditionelle Landwirtschaft mit Weidehaltung und Anbau in kleinem Rahmen ist den Bewohnern weiterhin möglich. Auch eine touristische oder andere wirtschaftliche Entwicklung ist nicht ausgeschlossen.
Kurz vor dem Pass gibt es ein kleines Hotel und Ausflugsrestaurants. Letztere finden sich auch auf dem Mali i Krujës.
Bekannt ist der Park für die Wasserquelle Kroi i Nënës Mbretëreshë (deutsch Quelle der Königinmutter) auf der Westseite des Passes. Die Legende bringt die Quelle mit der albanischen Königsfamilie in Verbindung, die sich angeblich täglich Wasser von dieser Quelle liefern ließe, nachdem im Jahr 1932 durch Tests von einem Labor in Wien dies als das beste Wasser des Landes ausgezeichnet worden sei. Zogu, der aus der Region Mat auf der Ostseite des Passes stammte, verfügte über ein Grundstück am Pass und soll sich hier oben auch eine Villa errichten lassen haben. Das Quellwasser wird auch gefasst und zu einer Getränkeabfüllung etwas weiter unten am Pass geleitet. Das hier produzierte Mineralwasser wird landesweit unter der Marke Qafshtama verkauft.

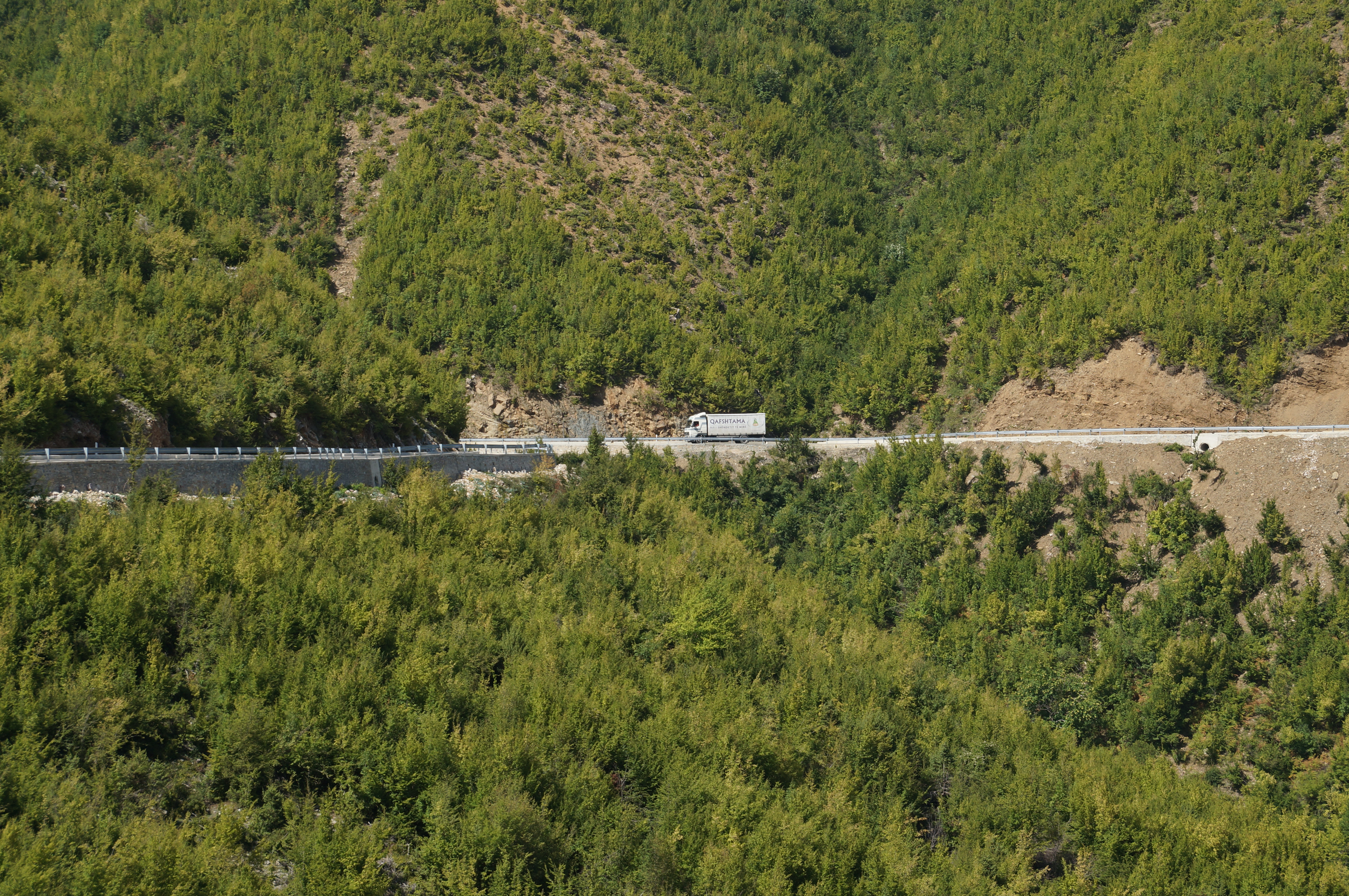
Abtransport des Tafelwassers über die neue Erschließungsstraße

Am 29. April 1997 ist es in einer unterirdischen Bunkeranlage auf der Ostseite des Shtama-Passes zu einem schweren Unglück gekommen. In den Tunnels wurden während der kommunistischen Zeit viel Munition und Waffen gelagert, die in den 1990er Jahren zerlegt wurden. Infolge des Zusammenbruchs der staatlichen Ordnung versuchten verschiedene Leute, die zerlegten Metalle auf eigene Rechnung zu verkaufen, wobei immer weniger Vorsicht aufgebracht wurde. In der Folge kam es zu einer Explosion im Tunnel. 23 Personen kamen dabei ums Leben, darunter viele Jugendliche aus einem nahen Dorf.